# سامسون رافائيل هيرش
سامسون رافائيل هيرش (بالألمانية: Samson Raphael Hirsch)‏ (20 يونيو 1808 - 31 ديسمبر 1888) كان حاخامًا أرثوذكسيًا ألمانيًا معروفًا باسم المؤسس الفكري لمدرسة Torah im Derech Eretz لليهودية الأرثوذكسية المعاصرة. كان لفلسفته، التي تسمى أحيانًا الأرثوذكسية الجديدة، إلى جانب فلسفة عزريل هيلدسهايمر، تأثير كبير على تطور اليهودية الأرثوذكسية.
كان هيرش حاخامًا في أولدنبورغ وإمدن، وعين لاحقًا كبيرًا لحاخامات مورافيا. ومنذ عام 1851 حتى وفاته، قاد هيرش المجتمع الأرثوذكسي الانفصالي في فرانكفورت. وكتب عددًا من الكتب المؤثرة، وقام لعدة سنوات بنشر المجلة الشهرية Jeschurun التي أوجز فيها فلسفته عن اليهودية. وقد كان معارضًا صريحًا لليهودية الإصلاحية، كما عارض الأشكال المبكرة لليهودية المحافظة.

## السنوات المبكرة والتعليم
ولد هيرش في هامبورغ، التي كانت آنذاك جزءًا من فرنسا. كرس والده، رغم أنه تاجر، معظم وقته لدراسات التوراة؛ وأدى التعليم الذي تلقاه هيرش، إلى جانب تأثير معلميه، إلى عدم رغبته بأن يصبح تاجرًا كما رغب والديه، وبدًا من ذلك اختيار المهنة الحاخامية. ولتحقيق هذا الهدف، درس التلمود من عام 1828 إلى عام 1829 في مانهايم في عهد الحاخام جاكوب إيتلينغر . ثم دخل جامعة بون، حيث درس في نفس الوقت مع خصمه المستقبلي، أبراهام جيجر.

## روابط خارجية
- سامسون رافائيل هيرش على موقع الموسوعة البريطانية (الإنجليزية)